# Berengario del Friuli
Berengario I (Cividale del Friuli, 850 circa – Verona, 7 aprile 924) fu marchese del Friuli (874 - 924), re d'Italia (888 - 924) e Imperatore dei Romani (915 - 924). A volte è erroneamente citato come Berengario da Forlì: si tratta di un facile errore dei copisti, derivante dall'estrema somiglianza degli aggettivi latini Foroiuliensis (del Friuli) e Foroliviensis (di Forlì). Appartenente alla casata degli Unrochingi, fu uno dei protagonisti del periodo dell'anarchia feudale, quando i più importanti supermagnates della penisola lottarono per avere il controllo dei territori del carolingio regno d'Italia.
Per questo «alcuni storici e una certa retorica nazionalistica hanno fatto di lui un campione e un assertore dell'unità d'Italia».

## Sfondo storico
Carlo il Grosso, oltre ad essere insignito del titolo imperiale, era investito dei titoli di re dei Franchi Occidentali, di re dei Franchi Orientali e di re d'Italia. La sua deposizione da parte di Arnolfo di Carinzia durante la dieta di Francoforte (887) rese vacanti tutti questi titoli. In Italia i principali contendenti all'investitura regale furono i supermagnates dotati della potenza militare sufficiente ad ambire al controllo dei territori soggetti un tempo all'influenza carolingia: i marchesi del Friuli, della Toscana e di Camerino, quest'ultimo unito al ducato di Spoleto, ai quali successivamente si aggiunse il marchesato d'Ivrea.

## Biografia

### La lotta per il Regno d'Italia
Figlio di Eberardo del Friuli e di Gisella, figlia di Ludovico il Pio, ottenne il titolo marchionale attorno all'874 alla morte del fratello Unroch. A seguito della deposizione di Carlo il Grosso e in mancanza di eredi diretti di quest'ultimo, poteva vantare un diritto dinastico sul Regno d'Italia per linea femminile. Inoltre godeva della disponibilità militare della sua marca, creata per difendere i confini orientali del Sacro Romano Impero dalle incursioni degli Slavi.
Nell'888, riuscì a convincere un'apposita dieta dei magnati e vescovi riunitasi a Pavia, allora capitale del Regno, a farsi eleggere successore di Carlo il Grosso sul trono italiano, venendo poi incoronato nella basilica di San Michele.
Un altro pretendente diretto al titolo regale fu Guido II di Spoleto potendo vantare anche lui diritti dinastici in linea femminile. Inizialmente pose la sua candidatura alla corona di Francia, ma i Franchi lo respinsero e scelsero come loro re il duca Eude (o Oddone). Deluso da questo insuccesso, Guido nell'889 rientrò in Italia e, violando i precedenti accordi, mosse con un suo esercito contro Berengario pretendendo per sé la corona d'Italia. Quando i due eserciti si scontrarono sulla Trebbia, vicino a Piacenza, Berengario subì una disastrosa sconfitta e Guido ne approfittò per farsi eleggere re da un'assemblea di vescovi riunita a Pavia. Berengario tuttavia non rinunciò formalmente al titolo regale frutto di una consacrazione vescovile che poteva essergli revocata solo con scomunica.
La lontananza fra Spoleto e Verona, sede della marca del Friuli ai tempi di Berengario, fece sì che questi poté operare autonomamente nel nord della penisola. Nell'893 dovette affrontare nuovamente Guido, deciso a ripristinare il proprio potere nei territori a nord dell'Appennino, e chiese appoggio al re dei Franchi orientali Arnolfo che gli inviò un esercito condotto dal figlio. L'equilibrio delle forze in campo convinse Arnolfo a scendere in Italia e farsi nominare re dalla dieta pavese. Berengario gli porse omaggio feudale ed ottenne in cambio il governo della penisola a nome del nuovo re. Chiamato da papa Formoso, Arnolfo scese successivamente a Roma allo scopo di farsi incoronare Imperatore ed affrontare l'imperatore rivale Lamberto, figlio di Guido, che minacciava il patrimonio di San Pietro.
Un attacco reumatico costrinse Arnolfo a riparare in Carinzia, quando era sul punto di muoversi verso Spoleto. Lamberto, definito dai detrattori l'Imperatore di Spoleto, perché il suo potere di fatto era esteso solamente ai suoi possedimenti diretti, ne approfittò per riappacificarsi con Berengario. Alla morte di Lamberto, questi partì alla volta di Pavia e si fece rieleggere re d'Italia dalla dieta dei feudatari, mentre Arnolfo era impegnato con le prime invasioni ungariche. Nell'899, toccò all'Italia subire la prima scorreria degli Ungari che attraversarono le Alpi seminando distruzione nella pianura padana. Berengario decise di muovere l'esercito contro di loro, ma venne sconfitto il 24 settembre sul Brenta sul guado tra Nove e Cartigliano e fu costretto a pagare un forte riscatto. Per secoli il luogo conservò il nome di “vadus Ungherorum”.
Il pesante rovescio militare squalificò Berengario agli occhi dei suoi feudatari e dei suoi avversari politici, perché dimostrò incapacità nel difendere la penisola dagli attacchi esterni. Morto Arnolfo, il titolo imperiale era tornato vacante, per cui il marchese di Toscana Adalberto e papa Benedetto IV proposero la corona imperiale a Ludovico re di Provenza. Questi scese in Italia, sconfisse Berengario, si fece eleggere re d'Italia dalla dieta pavese (900) e si fece incoronare Imperatore dal papa (901). Nel 902 Berengario rafforzò il proprio esercito con mercenari di origine magiara e affrontò una seconda volta il nuovo Imperatore, sconfiggendolo e costringendolo a tornare in Provenza. Nel 905 Ludovico scese nuovamente in Italia e affrontò Berengario, che lo sconfisse una seconda volta e lo imprigionò a Verona. Ludovico, accusato dal Marchese di spergiuro e quindi accecato, dovette tornare in Provenza e rinunciò ai titoli imperiali e regali, lasciando il regno provenzale nelle mani di Ugo.
Berengario rimase quindi l'unico re.

### Re d'Italia e Imperatore
Berengario cercò di stabilizzare la situazione distribuendo benefici e feudi e si rappacificò con la marca d'Ivrea, dando in sposa al Marchese Adalberto la propria figlia Gisla. Il suo potere di fatto si estendeva solamente nel nord d'Italia. I grandi margravi dell'Italia centrale, Adalberto II di Toscana e Alberico (marchese di Camerino) praticavano politiche autonome. Non poteva quindi ambire al titolo imperiale la cui investitura era appannaggio del papa.

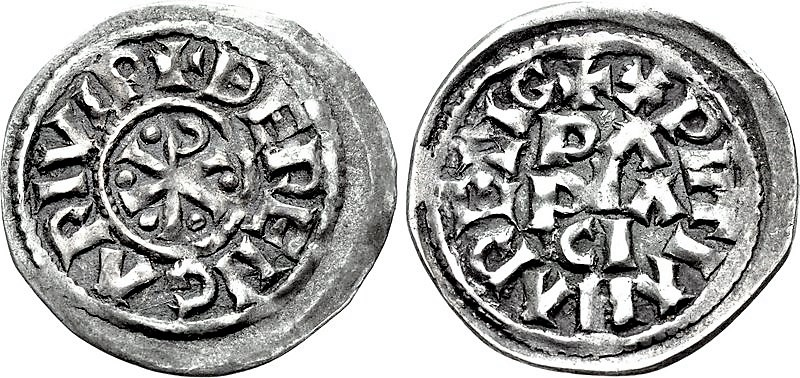
Pavia, denaro, Berengario I.

L'occasione gli venne fornita da papa Giovanni X, deciso ad espellere un grosso avamposto musulmano posto presso il Garigliano che minacciava la città romana. Egli chiese a Berengario un appoggio militare, offrendogli in cambio il titolo imperiale e questi accettò, inviando una forza composta da feudatari dell'Italia settentrionale. Dopo la vittoria delle forze cristiane nella battaglia del Garigliano, scese a Roma ottenendo sia l'incoronazione imperiale, nel dicembre del 915, sia l'omaggio feudale dei marchesi.
Secondo l'Anonimo Panegirista che scrisse le sue gesta, durante l'incoronazione di Berengario il popolo acclamò il sovrano "nativa voce" invece che in latino, lingua usata dagli eruditi; questa è una delle prime testimonianze dell'uso della lingua volgare in Italia.
Il periodo di pace ebbe termine nel 922, quando ci fu una congiura dei grandi del regno, tra cui il Marchese d'Ivrea, mirante a portare il re di Borgogna Rodolfo sul trono italiano. Questi scese in Italia, si fece eleggere re a Pavia e affrontò l'esercito di Berengario presso Fiorenzuola d'Arda (o presso Fidenza). Berengario fu sconfitto (scampò miracolosamente alla morte, nascosto sotto uno scudo coperto di cadaveri) e dovette riconoscere il titolo regale all'avversario.
Rientrò a Verona, covando la vendetta. L'occasione gli fu offerta quando Rodolfo dovette rientrare in Borgogna per fermare le mire del duca Burcardo II di Svevia sui suoi possedimenti. Lanciò alla volta di Pavia un esercito mercenario composto da 5000 Ungari, che assediarono la città. Proprio durante l'assedio il lancio di proiettili infuocati scatenò un incendio che distrusse completamente la parte orientale della città (la Faramannia), incluso il palazzo regio, e parte di quella occidentale; presi tra il fuoco e i pagani, i pavesi pagarono un immenso prezzo in vite umane. Il rogo di Pavia rappresentò un capitolo orribile della storia di quegli anni, e sin dall'inizio la responsabilità degli eventi fu attribuita a Berengario, che aveva scatenato gli Ungari contro la popolazione del regno: per questo alcuni Veronesi, capeggiati dallo sculdascio Flamberto, ordirono un complotto contro Berengario nel 924.

## La morte
Come riporta Liutprando di Cremona, Berengario fu informato dell'infedeltà di Flamberto, ma non diede peso all'informazione. Il giorno prima dell'attentato alla sua vita, Berengario invitò Flamberto alla sua presenza, gli rammentò i benefici che gli aveva garantito e gli regalò una coppa d'oro. Flamberto però continuò a perseguire il suo obiettivo e passò la notte a istigare i veronesi contro il loro sovrano. Questo non risiedeva a palazzo ma in una piccola casetta vicino alla chiesa di San Pietro senza alcuna guardia, nonostante l'insistenza del conte Milone. La chiesa era localizzata dove oggi sorge il castel San Pietro.
All'alba si diresse alla chiesa per la messa mentre Flamberto, con alcuni uomini, si dirigeva verso la chiesa. Berengario, sentendo il frastuono dei milites, uscì dalla chiesa cercando di capire cosa stesse succedendo. In lontananza, chiese a Flamberto le sue intenzioni, ed egli lo rassicurò dicendo che lui e i suoi uomini erano venuti a proteggerlo da un tentativo di assassinio. Berengario, rassicurato, si pose in mezzo ai milites, ma questi lo catturano e lo trascinano via. Uno di questi lo colpì alle spalle con una lancia e Berengario morì, non lontano dalla stessa chiesa in cui aveva fatto accecare il rivale Ludovico il Cieco. Egli fu vendicato dal conte Milone, il quale fece impiccare tre giorni dopo Flamberto e gli altri milites coinvolti. Una macchia del suo sangue si posò su una pietra nei pressi della porta della chiesa, ancora visibile ai tempi di Liutprando.
Un'altra versione della sua morte vuole che sia stato trafitto alle spalle durante una messa nella stessa chiesa.

## Matrimoni e discendenza
La prima moglie di Berengario fu Bertilla, appartenente al potente lignaggio dei Supponidi, figlia di Suppone II e di Berta. Il matrimonio fu celebrato nell'875, e da esso nacquero due figlie:
- Berta (? - dopo il 951), badessa e rectrix dei monasteri di San Salvatore di Brescia e di San Sisto di Piacenza.
- Gisla (? - 914), sposa nel 903 del marchese Adalberto I d'Ivrea.

Dopo la morte per avvelenamento di Bertilla, avvenuta all'inizio del 915, Berengario sposò Anna, forse di origine greca e legata all'aristocrazia di Costantinopoli. Il matrimonio fu celebrato a Roma alla fine del 915, ma non generò figli.

## Ascendenza
|                       |             |                   | Genitori            |  |  | Nonni |  |  | Bisnonni |  |  | Trisnonni |  |
|                       |             |                   |                     |  |  |       |  |  | …        |  |  | …         |  |
|                       |             |                   |                     |  |  |       |  |  | …        |  |  | …         |  |
|                       |             | …                 |                     |  |  |       |  |  | …        |  |  |           |  |
| Unruoch II del Friuli |             |                   |                     |  |  |       |  |  | …        |  |  |           |  |
|                       |             | …                 | …                   |  |  |       |  |  |          |  |  |           |  |
|                       |             | …                 | …                   |  |  |       |  |  |          |  |  |           |  |
|                       |             | …                 | …                   |  |  |       |  |  |          |  |  |           |  |
| Eberardo del Friuli   |             | …                 |                     |  |  |       |  |  |          |  |  |           |  |
|                       |             | Begone di Tolosa  | Gerardo I di Parigi |  |  |       |  |  |          |  |  |           |  |
|                       |             | Begone di Tolosa  | Gerardo I di Parigi |  |  |       |  |  |          |  |  |           |  |
|                       |             | Begone di Tolosa  | Rotrude             |  |  |       |  |  |          |  |  |           |  |
| Engeltrude di Tolosa  |             | Begone di Tolosa  |                     |  |  |       |  |  |          |  |  |           |  |
|                       |             | Alpais            | …                   |  |  |       |  |  |          |  |  |           |  |
|                       |             | Alpais            | …                   |  |  |       |  |  |          |  |  |           |  |
|                       |             | Alpais            | …                   |  |  |       |  |  |          |  |  |           |  |
| Berengario del Friuli |             | Alpais            |                     |  |  |       |  |  |          |  |  |           |  |
|                       | Carlo Magno | Pipino il Breve   |                     |  |  |       |  |  |          |  |  |           |  |
|                       | Carlo Magno | Pipino il Breve   |                     |  |  |       |  |  |          |  |  |           |  |
|                       | Carlo Magno | Bertrada di Laon  |                     |  |  |       |  |  |          |  |  |           |  |
| Ludovico il Pio       | Carlo Magno |                   |                     |  |  |       |  |  |          |  |  |           |  |
|                       |             | Ildegarda         | Geroldo di Vintzgau |  |  |       |  |  |          |  |  |           |  |
|                       |             | Ildegarda         | Geroldo di Vintzgau |  |  |       |  |  |          |  |  |           |  |
|                       |             | Ildegarda         | Emma d'Alemannia    |  |  |       |  |  |          |  |  |           |  |
| Gisella               |             | Ildegarda         |                     |  |  |       |  |  |          |  |  |           |  |
|                       |             | Guelfo I          | Ruthard             |  |  |       |  |  |          |  |  |           |  |
|                       |             | Guelfo I          | Ruthard             |  |  |       |  |  |          |  |  |           |  |
|                       |             | Guelfo I          | …                   |  |  |       |  |  |          |  |  |           |  |
| Giuditta di Baviera   |             | Guelfo I          |                     |  |  |       |  |  |          |  |  |           |  |
|                       |             | Edvige di Baviera | Isanbard            |  |  |       |  |  |          |  |  |           |  |
|                       |             | Edvige di Baviera | Isanbard            |  |  |       |  |  |          |  |  |           |  |
|                       |             | Edvige di Baviera | Thiedrada           |  |  |       |  |  |          |  |  |           |  |
|                       |             | Edvige di Baviera |                     |  |  |       |  |  |          |  |  |           |  |